# 普诺主教座堂

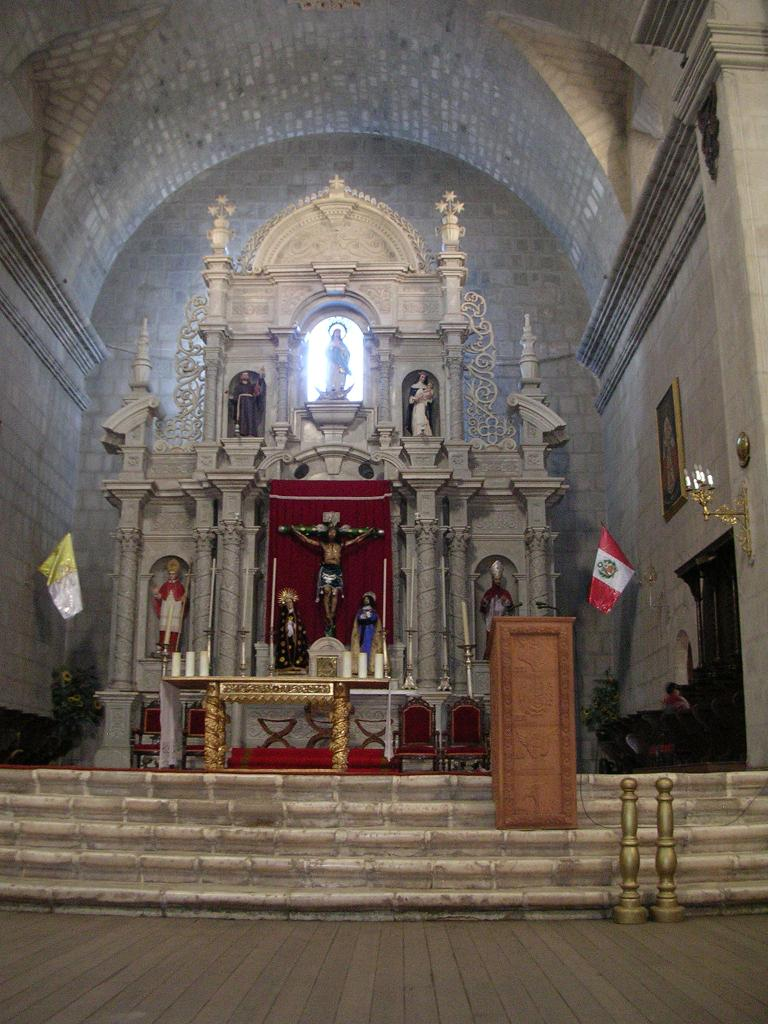

普诺圣嘉禄鲍荣茂圣殿主教座堂（Catedral Basílica San Carlos Borromeo）是一座罗马天主教宗座圣殿、主教座堂，位于秘鲁东南部城市普诺。该堂采用巴洛克建筑风格，是天主教普諾教區的主教座堂。
该堂建于1757年。